# Der Todesflieger
Der Todesflieger ist der Titel eines deutschen Detektiv-Stummfilms aus der Harry-Hill-Reihe, den Valy Arnheim nach einer Idee von Margot Palles und dem danach geschriebenen Manuskript von Alf Zengerling im Jahre 1921 realisierte. Er verkörperte darin auch den Detektiv Harry Hill. An seiner Seite spielten Marga Lindt und Victor Colani.

## Handlung
Ein Artikel von Ludwig Brauner im Düsseldorfer Kinematograph  No. 757 vom August 1921 in der Rubik „Berliner Filmneuheiten“ (Uraufführungen) beschreibt den Film wie folgt:

„Der Todesflieger. 15. sensationelles Erlebnis des Weltmeister-Detektivs Harry Hill in sechs Akten von Margot Palles und Aloys Alfons Zengerling. Fabrikat: Valy Arnheim-Film (Passage-Theater).

Harry Hills neueste Abenteuer spielen sich zum größten Teil in der Luft ab. Es handelt sich darum, einen kühnen (S. 121) Verbrecher aufzuspüren, der die Luft im Flugzeug unsicher macht, die Flugpost beraubt und vor den kühnsten Wagnissen nicht zurückschreckt. Die Spur führt zunächst in das Chinesenviertel von San Francisko [sic], wo das Haus des Wäschereibesitzers Li Hang dem Todesflieger als Unterschlupf dient. Der Todesflieger aber entpuppt sich als eine schöne Frau, Gladys Macpherson, die einstige Favoritin eines indischen Fürsten, die unter der Maske glänzenden gesellschaftlichen Lebens ein Doppelleben führt. Als sie ihren Unterschlupf entdeckt sieht, sprengt sie das Haus in die Luft und flüchtet im Motorboot. Harry Hill folgt ihr auch, als sie sich auf ihrem Flugzeug in die Lüfte schwingt. Hier entspinnt sich ein hartnäckiger Kampf, bei dem das Todesflugzeug schliesslich explodiert und abstürzt. Der im Fallschirm nachfolgende Detektiv kann nur noch die Leiche der schönen Frau unter den Trümmern hervorziehen.

Im Rahmen einer äußerst spannend gestalteten Handlung bringt dieser Film eine Reihe von Sensationen, die sich sehen lassen können. Valy Arnheim und Marga Lind bestreiten wiederum mit Bravour die Hauptrollen.“

## Hintergrund
Die Bauten entwarf Bernhard Schwidewski, an der Kamera stand Hermann Schadock. Der Produzent war Richard Spelling.
Der Film lag der Zensur am 24. Juni 1921 vor und wurde unter der Nummer B.03517 zugelassen.
Er wurde am 12. August 1921 im Passage-Theater in Berlin uraufgeführt. Den Erstverleih übernahm die Firma Werner & Walter in Leipzig.
In einer Anzeige im Kinematograph Düsseldorf No. 760 vom September 1921 wird „Der Todesflieger“ als der „erste Großfilm der Harry Hill-Sensations-Detektiv-Serie 1921–22“ ausgelobt; „der zweite Großfilm ‚Die Hochbahnkatastrophe‘“, heißt es weiter, sei „in Kürze vorführbereit“. Die Anzeige zitiert Pressestimmen aus der Lichtbild-Bühne, der Leipziger Allgemeinen Zeitung, der Neuen Berliner 12 Uhr-Mittagszeitung, dem Berliner Tageblatt und dem 8-Uhr Abendblatt Berlin sowie der Zeitschrift Der deutsche Film.
In München lief in Erstaufführung „Der Todesflieger, 15. sensationelles Erlebnis des Welt-Detektivs Harry Hill in 6 Akten“ im „Welt-Kino“ in der Kaufingerstr. 14.
In Dresden wurde der „Detektiv-Schlager Der Todesflieger Das neueste und sensationellste Erlebnis des Meisterdetektivs Harry Hill in 6 großen sensationellen und äußerst spannenden Akten“ in den Vaterland-Lichtspielen am Freiberger Platz 20 aufgeführt.
In der Rubrik „Neues vom Film“ der Dresdner Neuesten Nachrichten erschien Tags darauf eine Rezension der Aufführung:

„Man muss Uebung im Enträtseln unverständlich verfaßter Filme haben, um der rasenden Handlung des ‚Todesflieger‘ folgen zu können. Besonders, da hier an unrechter Stelle mit Titeln gespart wird. Der Maharadscha mit den gestohlenen Diamanten, die mysteriöse Lady und der wiederum ‚unvergleichliche‘ Meisterdetektiv ueberbieten sich förmlich an Erlebnissen. Dazu sieht man alles, was nur irgend in sechs Akte zu pressen ist: Chinesen, Neger, Autos, Eisenbahnen, Motorboote und -räder, Flugzeuge, Raub und Explosionen. Aber eine geschickte Regie versteht selbst die tollsten Attraktionen glaubhaft hinzustellen, und ihre Einfälle mit den Falltüren und sonstigen Diebesgeheimnissen sind äußerst originell. Daß die Photographie nur wenig Schauspielerisches beleuchtet, wird einem erst nachträglich bewußt, wenn man die Vaterland-Lichtspiele verlassen hat.“